# Aerial Lift Bridge

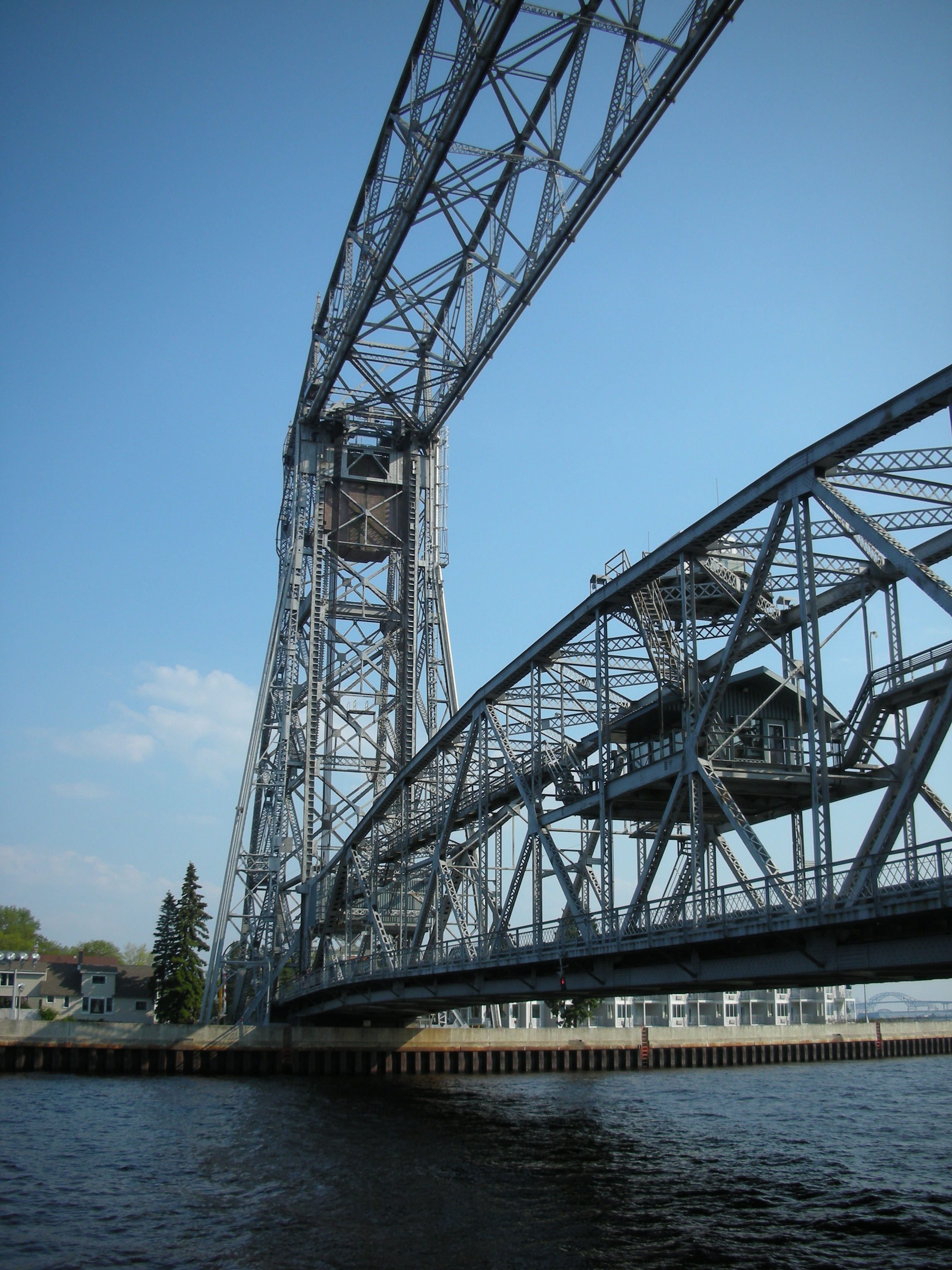
Duluth Aerial Bridge

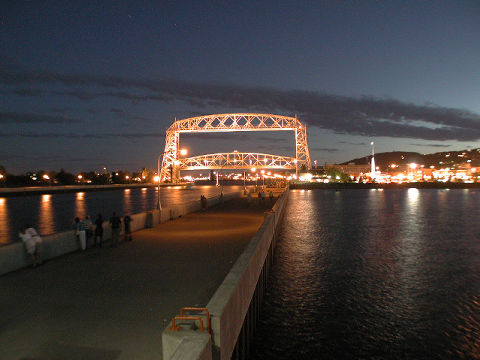
Aerial Lift Bridge bei Nacht

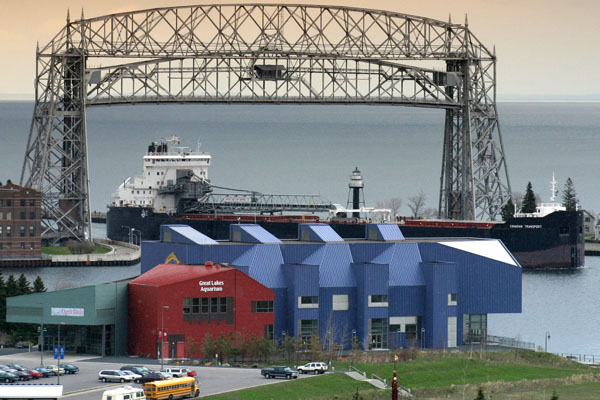
Ein Schiff passiert die Brücke.

Die Aerial Lift Bridge (auch Aerial Bridge oder Aerial Ferry Bridge genannt) ist eine Brücke in Duluth im US-Bundesstaat Minnesota. Sie wurde ursprünglich als Schwebefähre erbaut und später zu einer Hubbrücke umgebaut. Die Aerial Lift Bridge wurde 1973 dem National Register of Historic Places hinzugefügt und ist eine beliebte Sehenswürdigkeit in Duluth.

## Geschichte
Der Bau einer Brücke war notwendig geworden, nachdem 1870/71 zwischen der Stadt Duluth und der Minnesota Point genannten Halbinsel ein Kanal gebaut worden war, um auch größeren Frachtschiffen die Einfahrt in den Hafen von Duluth zu ermöglichen. Ein Fährverkehr ließ sich nur in den Sommermonaten durchführen und verursachte aufgrund des kalten Klimas im Winter Probleme, eine schwebende Fußgängerbrücke war unpraktikabel und zu unsicher. 1892 wurde ein Wettbewerb für eine Brücke über den Kanal ausgeschrieben, den John Alexander Low Waddell gewann. Er sah vor, eine Hubbrücke zu bauen. Durch den Einspruch des Kriegsministeriums wurde dieser Entwurf jedoch nicht in Duluth, sondern in veränderter Weise in Chicago umgesetzt. Später wurde ein neuer Versuch zum Bau einer Überquerung des Kanals begonnen. Hierbei wurde nach Vorbild der Puente de Vizcaya in Spanien eine Schwebefähre in Betracht gezogen. 1901 wurde mit dem Bau einer von Thomas McGilvray entworfenen Schwebefähre begonnen, die er nach der Pont transbordeur in Rouen gestaltet hatte. Für die 56 Meter hohe Stahlkonstruktion wurden rund 635 Tonnen Stahl verwendet. Am 27. März 1905 wurde sie eröffnet.
Die Gondel der Schwebefähre konnte Personen, Güter und Fahrzeuge bis zu einem Gewicht von 54 Tonnen befördern. Eine Überfahrt dauerte etwa eine Minute. Tagsüber verkehrte die Schwebefähre im Fünf-Minuten-Takt. Mit einem Anstieg der Bevölkerungszahl von Minnesota Point und einem zunehmenden Tourismus stieß die Schwebefähre an ihre Kapazitätsgrenze. Mit einer Neugestaltung sollte anstatt der Gondel eine Hubplattform in die vorhandene Konstruktion integriert werden. Das von C.A.P. Turner entworfene Design lehnte sich dabei an den ursprünglichen Entwurf von Waddell an. Am 19. März 1930 wurde die für rund 400.000 US-Dollar umgebaute Straßen- und Fußgängerbrücke freigeben.
Die Aerial Lift Bridge kann innerhalb von 55 Sekunden um rund 40 Meter angehoben werden. Dies geschieht je nach Schiffsverkehr bis zu 30 Mal täglich. 2005 rief die Stadt zum 100-jährigen Bestehen der Brücke das „Jahr der Brücke“ aus, welches mit zahlreichen Festen und Veranstaltungen begangen wurde.